# Lettera da Ischia
Lettera da Ischia è un EP dei cantanti Teddy Reno e Miranda Martino pubblicato nel 1959 dalla RCA Italiana.

## Tracce
Lato A
1. Teddy Reno – Ischia sta 'mmiez 'o mare (con Paola Orlandi) (Pazzaglia, Modugno)
2. Miranda Martino – 'O vino d'Ischia (Pazzaglia, Fabor)

Lato B
1. Teddy Reno – Marinarella, oe' (Da Vinci, Fabor)
2. Miranda Martino – L'orologio di lacco ameno (Abbodio)